# پیرولوزیت
پیرولوزیت  که در منابع کهن فارسی به نام مغنیسیا و مغنیسا آمده‌است، (به انگلیسی: Pyrolusite) با فرمول شیمیایی MnO2 از مجموعه کانی هاست و کانیهای مشابه آن استیبین - منگانیت - پسیلوملان و هوسمانیت است. از کلمات یونانی Pur بمعنای آتش وlusis بمفهوم تجزیه گرفته شده‌است. محلول در HCl غلیظ شده ذوب نمی‌شود. Mn:۶۳٫۱۹٪ O:۳۶٫۸۱٪ برای اولین بار در آلمان غربی کشف شد و از نظر شکل بلور: منشوری - آسیکولار، رنگ: خاکستری -خاکستری سیاه، شفافیت: کدر(اپاک)، شکستگی: نامنظم، جلا: فلزی - نیمه فلزی - مات، رخ: کامل - مطابق با سطح و، سیستم تبلور: کوادراتیک و در رده‌بندی اکسید است و منشأ تشکیل آن ثانوی - قشرها ولایه‌های آلتراسیون - رسوبی - هیدروترمال است.
همایند کانی‌شناسی (پارانژ) آن استیبین - منگانیت - پسیلوملان -هوسمانیت- مگنتیت- پسیلوملان- لیمونیت- برونیت و غیره است
کاربرد آن: کانسار Mn، از نظر ژیزمان آگرگات توده‌ای پسودوکریستالین - خاکه‌ای - دانه‌ای - رشته ای- شعاعی - قلوه ای- دندریتی - کنکرسیونی فراوان است و بیشتر در آلمان شرقی، انگلستان، مجارستان، روسیه، برزیل، هند و آفریقای جنوبی یافت می‌شود.
مغنیسا. [ م َ ] (معرب ، اِ) گلی باشد سیاه رنگ و آن را از کوه کاشان آورند و آن به مرقشیشا مانند بود. و بعضی گویند سنگی است الوان و بسیار سست و نرم که شیشه گران به کار برند و آن را سنگ سلیمانی گویند و به گچ رنگ شهرت دارد. (برهان )(آنندراج ). اسم نبطی سنگی است قریب به مرقشیشا و به فارسی رنگ کاسه نامند و کاسه گران ظروف به او رنگ می‌کنند و از اکثر آن سرب حاصل می‌شود و آن پنج نوع می‌باشد: یکی سیاه و یکی مایل به سیاهی و دیگری سرخ و یکی سفید و یکی بیرون زرد اندرون سرخ . و محمدبن زکریا گوید که آن دو نوع است : یکی را شهبا نامند و انثی است و با نر می‌باشد و دیگری سرخ مایل به سیاهی و حدیدی و آن ذکر است . و به قول اکثر حدیدی او سیاه و ذهبی زرد و فضی سفید و نحاسی سرخ می‌باشد و در جمیع اقسام او نقطه‌های سفید و عیون ظاهر است و به قدری درخشندگی دارند و گدازنده ٔ زجاج و صاف‌کننده ٔ آنند و او را قابل رنگ گرفتن می سازند و به آهن نیز این فعل می‌کنند. (تحفه ٔ حکیم مؤمن ). مغناسیا = مگنزی (فرانسوی ) ۞ مأخوذ از یونانی مغنس ۞ . اکسید منیزیوم ، به رنگ خاک سفید، بی طعم ، غیرقابل حل در آب که آن را به منزله ٔ ضد اسیدو مسهل به کار برند. (حاشیه ٔ برهان چ معین ). بی اکسید طبیعی منگنز ۞ را گویند که سیاه رنگ است و در طبیعت مخلوط با سایر کانیها بسیار فراوان است . در صورتی که متبلور باشد آن را پیرولوزیت ۞ گویند و بلورهایش به شکل منشورهای خاکستری تیره است . فرمولش Mno2 می‌باشد وبر اثر حرارت به سهولت اکسیژن را آزاد می‌کند، از این جهت از اکسیدکننده‌های بسیار خوب است و در صنعت شیشه گری و بلورسازی از آن به عنوان صابون شیشه استفاده می‌کنند، از این رو که ذرات کربن را که در شیشه ٔ مذاب موجود و موجب سیاه شدن رنگ شیشه است با اکسیژنی که آزاد می‌کند ترکیب می نماید و سبب روشنی و سفیدی رنگ شیشه می‌شود. مغنیسی . مغنسیا. مغنیسیا. سنگ شیشه گران . سنگ سیاه شیشه گران . صابون شیشه . رنگ سیاه . و رجوع به تذکره ٔ داود ضریر انطاکی ص 320 و فرهنگ اصطلاحات علمی ذیل پیرولوزیت و فرهنگ فارسی معین و مغنیسیا شود.

## نگارخانه

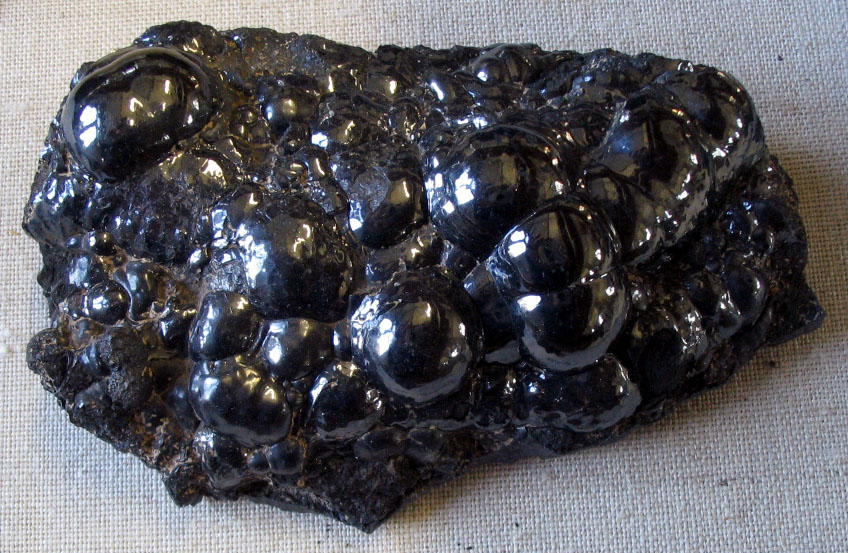
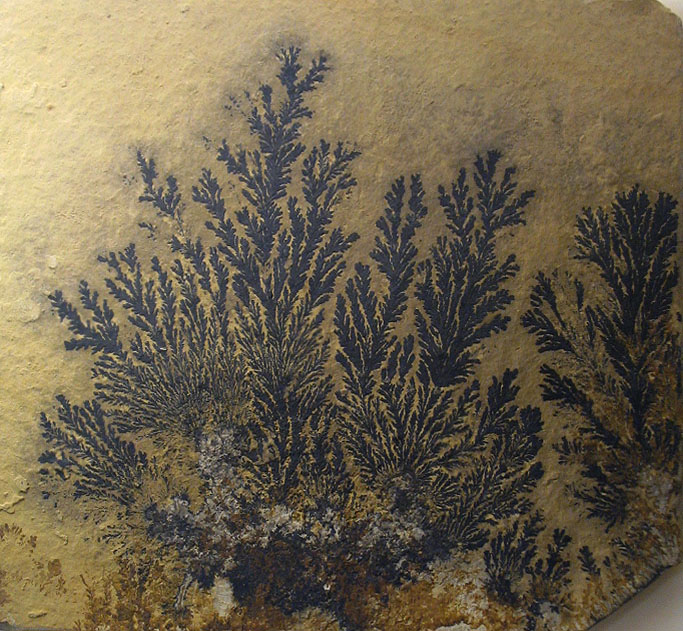
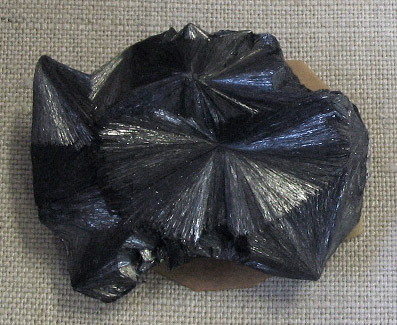
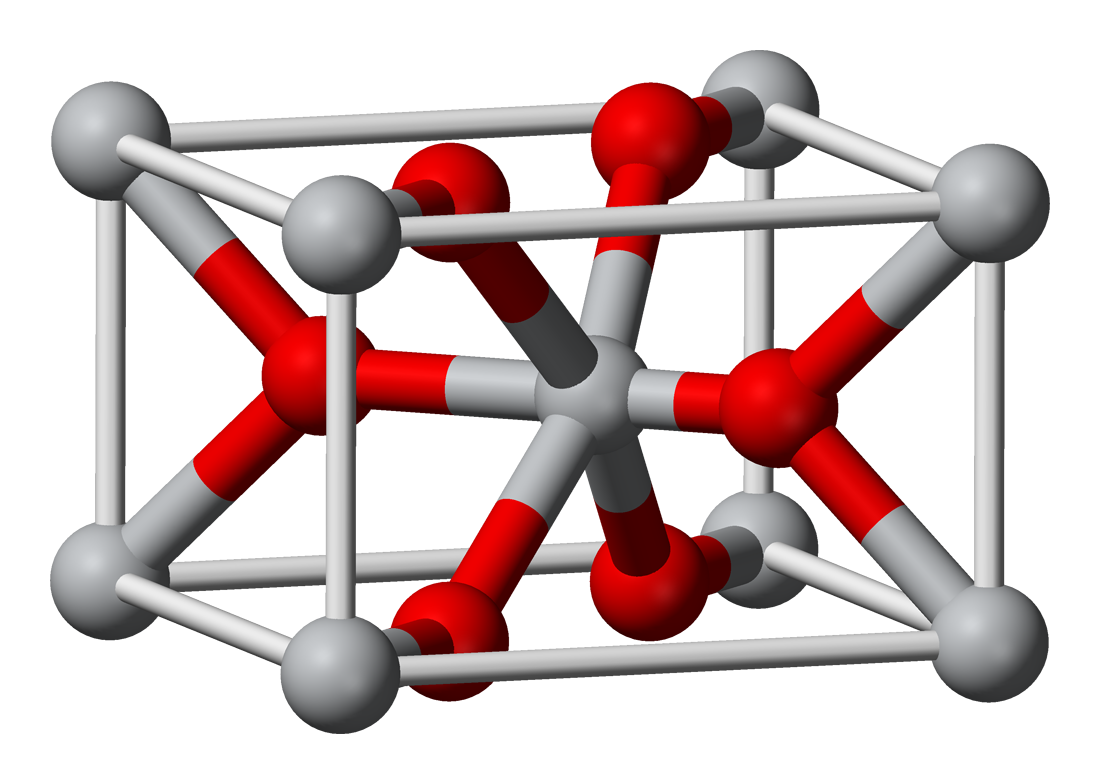